# Grèce au Concours Eurovision de la chanson 2023
La Grèce est l'un des trente-sept pays participant au Concours Eurovision de la chanson 2023, qui se tient du 9 au 13 mai 2023 à Liverpool au Royaume-Uni. Le pays est représenté par Victor Vernicos, avec sa chanson What They Say, sélectionnées en interne par le diffuseur grec ERT. Le pays se classe 13e avec 14 points en demi-finale, ne parvenant pas à se qualifier pour la finale.

## Sélection
La Grèce confirme sa participation au Concours le 26 août 2022 et annonce par la même occasion que la sélection s'effectuera en interne. Les artistes intéressés pouvaient alors s'inscrire jusqu'au 9 novembre. 106 chansons ont été reçues par le télédiffuseur, dont sept ont été retenues pour la sélection proprement dite,. La commission de professionnels chargés d'évaluer les chansons est composée de sept membres.

### Format
La sélection interne se déroule en deux tours. Lors du premier, les sept chansons sont évaluées par la commission de professionnels, ainsi qu'un comité de 70 membres tirés au sort parmi 2 982 candidatures, répartis dans cinq catégories d'âge: 25 membres dans la catégorie de 18 à 24 ans, 20 membres dans la catégorie de 25 à 34 ans, 15 membres dans la catégorie de 35 à 44 ans and 10 membres dans la catégorie des plus de 45 ans.

Le 19 janvier 2023, ERT a annoncé avoir retenu trois des sept chansons pour passer à l'étape suivante.
Lors du second tour, les trois chansons restantes sont départagées par les votes des deux commissions, la chanson recevant le plus de points représentera la Grèce à l'Eurovision.

### Participants
La liste des participants est annoncée le 28 décembre 2022 sur ERT1,.

#### Premier tour
- Qualifié pour la seconde étape

| Artiste                         | Chanson         | Auteur(s)                                       |
| ------------------------------- | --------------- | ----------------------------------------------- |
| Antonia Kaouri & Maria Maragkou | Shout Out!      | NC                                              |
| Klavdía                         | Holy Water      | Arcade, Pantelis Loupasakis                     |
| Konstantina Iosifidou           | We're Young     | Konstantina Iosifidou                           |
| Leon of Athens                  | Somewhere to Go | Timoleon Veremis, David Sneddon, Katerine Duska |
| Melissa Mantzoukis              | Liar            | NC                                              |
| Monika                          | I'm Proud       | NC                                              |
| Victor Vernicos                 | What They Say   | Victor Vernicos Jorgensen                       |

#### Second tour
- Vainqueur

| Artiste                         | Chanson       | Comité artistique | Comité public | Total | Place |
| ------------------------------- | ------------- | ----------------- | ------------- | ----- | ----- |
| Antonia Kaouri & Maria Maragkou | Shout Out!    | 720               | 341           | 1,061 | 3     |
| Melissa Mantzoukis              | Liar          | 440               | 693           | 1,133 | 2     |
| Victor Vernicos                 | What They Say | 740               | 509           | 1,249 | 1     |

C'est donc Victor Vernicos qui remporte la sélection, avec sa chanson What They Say, et qui représentera par conséquent la Grèce au Concours Eurovision de la chanson 2023. La chanson sort le 12 mars 2023.

## À l'Eurovision
La Grèce participera à la première moitié de la seconde demi-finale du jeudi 11 mai. Y recevant 14 points, le pays se classe 13e et ne parvient pas à se qualifier en finale.